# Saint-Fulgent
Saint-Fulgent là một xã ở tỉnh Vendée trong vùng Pays de la Loire, Pháp. Xã này có diện tích 36,82 km², dân số năm 2006 là 3319 người. Xã này nằm ở khu vực có độ cao từ 46-106 mét trên mực nước biển.

## Biến động dân số
| Năm    | 1962  | 1968  | 1975  | 1982  | 1990  | 1999  | 2006  |
| ------ | ----- | ----- | ----- | ----- | ----- | ----- | ----- |
| Dân số | 2 090 | 2 258 | 2 599 | 2 777 | 2 932 | 3 077 | 3 319 |